# Abidaz
Abidaz, pseudonimo di Jonathan Ghebil (14 novembre 1980), è un rapper svedese di origini eritree.

## Biografia
Abidaz ha fatto il proprio esordio nel mondo discografico con l'album in studio In & ut, uscito nel gennaio 2013. Tuttavia, soltanto col disco successivo Respektera hungern, reso disponibile nella seconda metà del 2016, ha fatto l'ingresso all'interno della top 20 della Sverigetopplistan. Hela livet (2016), in collaborazione con Dani M, è stato certificato disco d'oro dalla IFPI Sverige.

## Discografia

### Album in studio
- 2013 – In & ut
- 2016 – Respektera hungern

### Singoli
- 2013 – Kvalitet & kvantitet
- 2013 – Benägen
- 2014 – Jag sa till dig
- 2015 – Diego Costa
- 2015 – 95 (feat. Robyn)
- 2018 – Oh Shit! (con Dani M)
- 2018 – Favoriter i orten (feat. Rami)
- 2019 – Fo'Real (feat. Rami & Ambessa)
- 2019 – Leva Life
- 2019 – Skoja (con Rawda e N)
- 2019 – 48 Hrs
- 2019 – Touchdown (feat. Filly)
- 2019 – Ja va liten
- 2019 – Alt som vi vet (con 4evi e Rvzeli feat. Amadou)
- 2019 – LMK (con Downtown Dion)
- 2019 – L.E.E (L'étoile est éclairé) (con Oscar Blesson)
- 2019 – Hur vi lever
- 2019 – G-Spot
- 2019 – Ensamt
- 2019 – Dom (feat. Filly)
- 2020 – Rude Bwoy (con Dani M)
- 2020 – Sky (con Fungz e Blacky)
- 2020 – Evigheten (feat. Yung Lean)
- 2020 – Hell Ye (con Einár e Haval)
- 2020 – War (con Rozh)
- 2020 – Me provocó (con Sent)
- 2020 – Auto (con Rozh)
- 2022 – Pjäser (con Rami e Mackan)
- 2022 – Häromkring (con Lokal e Jamkid)